# Полыновка (Рязанская область)
Полыновка — деревня Трепольского сельского поселения Михайловского района Рязанской области России. На 2021 год в Полыновке улиц и переулков не числится.

## География
Расположена в 94 км (по шоссе) на юго-запад от Рязани, высота центра селения над уровнем моря — 180 м.

## Население
| 2010 |
| ---- |
| 3    |

## История
Бывшие Ближние Машковские Выселки. Крестьяне были выселены из населенного пункта Машково, из которого существовали ещё и Дальние Машковские выселки. Название Машковские связано с болотистым характером местности.